# Clistopyga diazi
Clistopyga diazi là một loài tò vò trong họ Ichneumonidae.